# Lieftinckia salomonis
Lieftinckia salomonis là loài chuồn chuồn trong họ Platycnemididae. Loài này được Kimmins mô tả khoa học đầu tiên năm 1957.